# ستيفن فابيان
ستيفن فابيان (بالإنجليزية: Stephen Fabian)‏ هو فنان أمريكي، ولد في 3 يناير 1930 في غارفيلد في الولايات المتحدة.